# Gummilumpus bouceki
Gummilumpus bouceki är en stekelart som först beskrevs av Grissell 1980.  Gummilumpus bouceki ingår i släktet Gummilumpus och familjen gallglanssteklar. Inga underarter finns listade i Catalogue of Life.